# Agostino di Giovanni

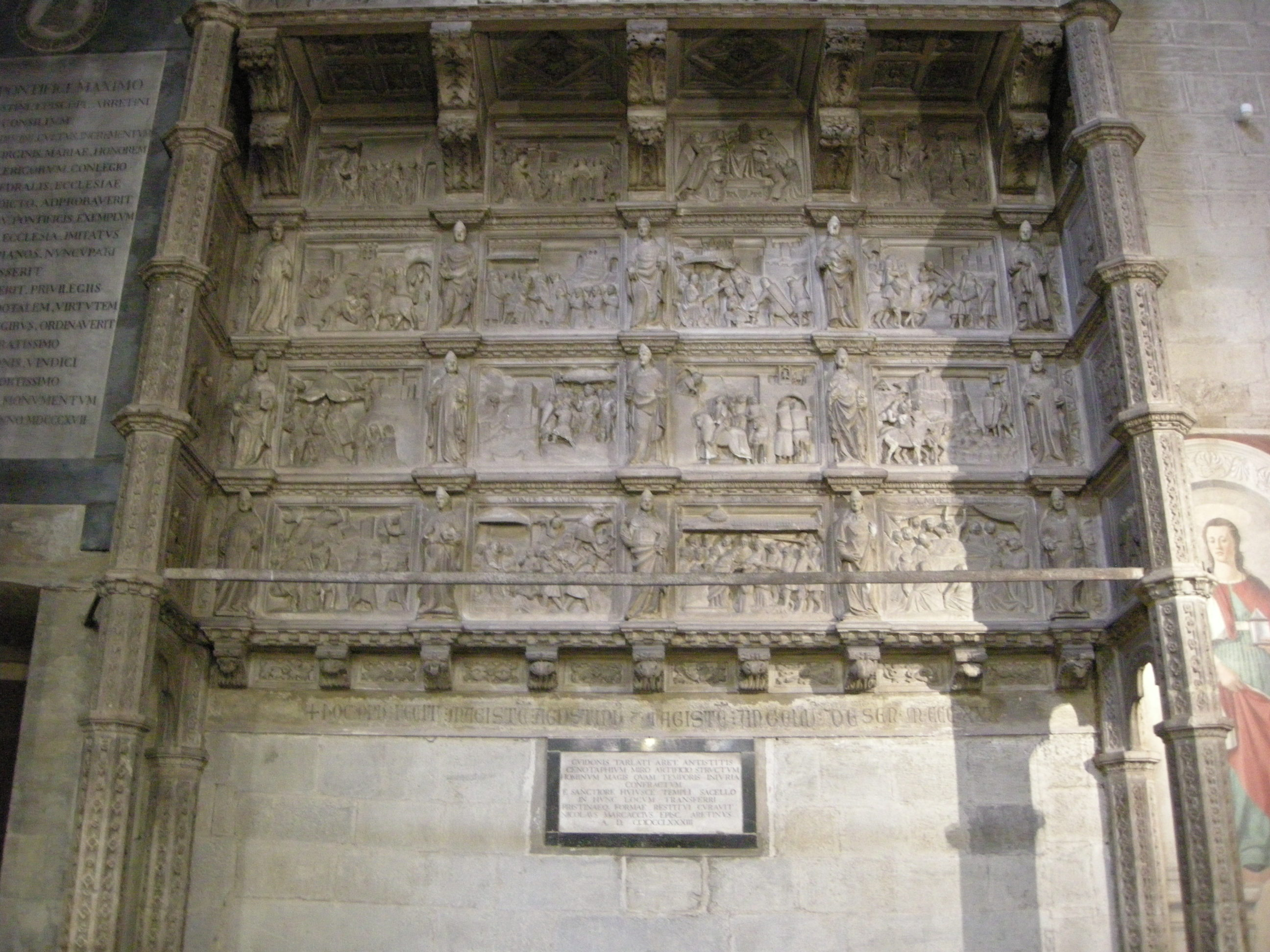
Le sculture del Cenotafio Tarlati

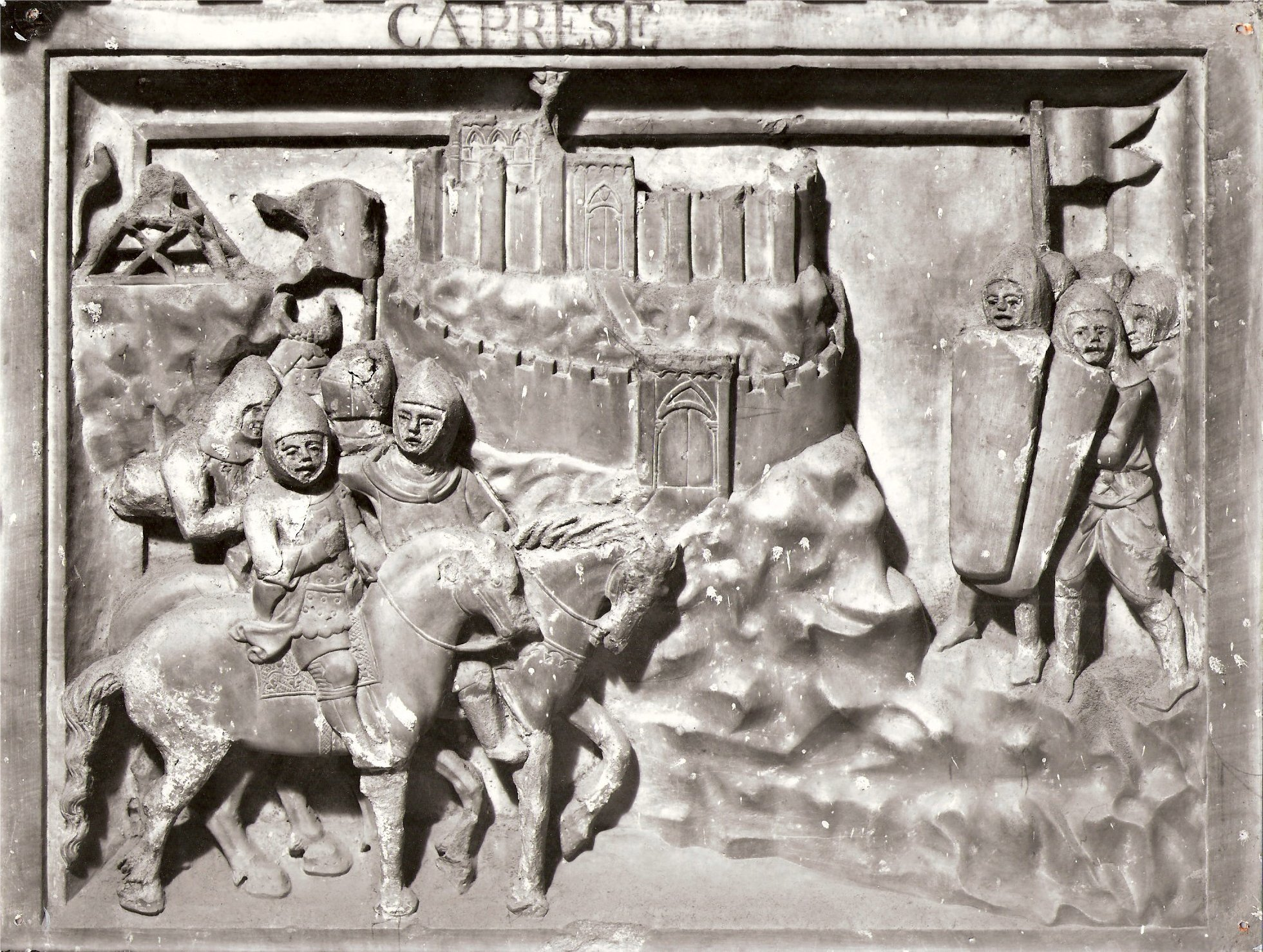
Particolare del Cenotafio Tarlati

Agostino di Giovanni, detto anche Agostino da Siena (Siena, 1285 circa – 1347 circa), è stato uno scultore e architetto italiano, attivo tra il 1310 e il 1347.

## Vita e opere
Secondo la testimonianza del Vasari, Agostino sarebbe cresciuto in una famiglia di scultori e architetti senesi e si sarebbe formato nella bottega di Giovanni Pisano: nel 1285, ancora quindicenne, avrebbe iniziato a collaborare all'esecuzione dei portali della facciata del Duomo di Siena che Giovanni realizzò con i suoi allievi: attualmente si crede invece che Agostino non sia nato prima del 1285 e che sia cresciuto nell'ambito di un'altra bottega senese, forse quella di Camaino di Crescentino, padre del più noto Tino di Camaino, col quale Agostino condivide alcuni aspetti stilistici.
La sua attività artistica è spesso documentata al fianco di altri artisti, prima con lo scultore Agnolo di Ventura, poi con il proprio figlio Giovanni o e l'architetto e ingegnere idraulico Agostino di maestro Rosso. Il sodalizio artistico con Agnolo di Ventura, ricordato anche dal Vasari, è attestato dalla loro opera più nota, il cenotafio eretto nel Duomo di Arezzo in onore di Guido Tarlati, vescovo e signore di Arezzo, (firmato e datato 1330). A parte il riferimento vasariano a Giotto (l'idea che il pittore fiorentino ne avrebbe fornito il disegno è incerta), il monumento si fa apprezzare per l'impressionante slancio verticale della struttura architettonica e per la novità delle 16 storielle a bassorilievo con gli Episodi della vita del vescovo Guido che ne riempiono la parete: qui inopinatamente il vescovo si fa celebrare nelle sue glorie mondane e guerriere piuttosto che come uomo di Chiesa.
Altre opere di scultura che gli sono attribuite, solitamente in collaborazione con Agostino:
- la scultura lignea dell'Annunciata (firmata con Stefano Accolti e datata 1321) nel Museo di San Matteo a Pisa.[3]
- Storie dei santi Regolo e Ottaviano per il Duomo di Volterra (1320-1330, ora nel Museo Diocesano).
- alcuni Santi e Profeti nella facciata del Duomo di Orvieto (1320-1326), che, visti e apprezzati da Giotto, secondo Vasari gli valsero la commissione aretina; ma Agostino è documento ad Orvieto solo nel 1337 insieme al figlio Giovanni.
- l'Arca di San Donato (poi rimaneggiata da altri) nel Duomo di Arezzo.
- la lunetta della Tomba di Niccolò Petroni (1336 circa) nel chiostro della chiesa di San Francesco a Siena.
- la Tomba di Cino da Pistoia (1337-1339) nel duomo di Pistoia, più vicina forse all'evoluzione stilistica del figlio Giovanni.
- una Madonna col Bambino in marmo a Berlino, Staatliche Museen.[4]
- il Sarcofago di Cacciaconte dei Cacciaconti (1337) nella chiesa Chiesa dei Santi Lorenzo e Andrea a Serre di Rapolano.[5]
- forse l'Arca di sant'Atto, nel duomo di Pistoia.

Sempre in collaborazione con Agostino, avrebbe realizzato diverse opere d'architettura a Siena; Vasari dice esplicitamente che Agostino e Agnolo ebbero incarichi pubblici da parte dal Comune di Siena; ed in effetti nei documenti i loro nomi non sono mai attestati tra gli artisti che operarono al Duomo di Siena:
- la Porta Romana (1321-1326).
- la Torre del Mangia (nel 1344 secondo il Vasari; i documenti attestano la presenza di Agostino nel cantiere nel 1339).[7]
- condutture dell'acqua per la Fontana di Piazza del Campo (1343, ma l'attuale Fonte Gaia è di Jacopo della Quercia).[8]
- la facciata retrostante di Palazzo Sansedoni (1340).[9]

Alcuni lavori di Agostino relativi alle fortificazioni di Massa Marittima sono ricordati in documenti del 1336. Potrebbe aver partecipato alla edificazione del Duomo di Grosseto, dove la decorazione scultorea rimanda all'arte sua e di suo figlio Giovanni (formelle conservate al Museo archeologico e d'arte della Maremma).
Si ignora la data precisa della sua morte: in un documento del 27 giugno 1347 è ricordato come già morto.

## Discendenza
I figli Giovanni e Domenico, avuti da Lagina di Nese (sposata nel 1310), furono anch'essi scultori: Giovanni fu capomastro dell'Opera del Duomo di Siena dal 1340.